# Dat
Dat (v anglickém originále Data) je fiktivní postava v seriálech a filmech Star Treku. Jde o androida, nadporučíka ve funkci operačního důstojníka na palubě USS Enterprise-D. Znám je především ze seriálu Star Trek: Nová generace, ale vyskytuje se i ve čtyřech navazujících celovečerních filmech a v seriálu Star Trek: Picard. Ztvárnil jej Brent Spiner.

## Historie postavy
Tvůrce Star Treku, Gene Roddenberry chtěl do posádky seriálu Nová generace začlenit androida, který měl být na první pohled od lidí odlišný. Tuto odlišnost měla, kromě barvy kůže, zařídit holá hlava. Brent Spiner z toho neměl radost, ale byl ochoten se Roddenberrymu podřídit. Vše změnil nepřímo až Patrick Stewart, který jako kapitán Jean-Luc Picard měl nosit paruku. Když jej ovšem Roddenberry viděl na první zkoušce usoudil, že paruka nebude dobrý nápad a protože jeden plešatý člen posádky stačí, Spiner si mohl vlasy ponechat.
Maskér Michael Westmore musel na Spinerovi udělat celkem 36 make-up testů, než byl Roddenberry spokojen s barvou pleti pro androida. Spiner se inspiroval dvojicí postav pro ztvárnění androida Data v seriálu Nová generace. Prvním byl Pinocchio, jak jej i označil komandér William Riker hned v první epizodě seriálu a druhým byla postava Roye Batty z filmu Blade Runner.

### Původní myšlenka
Nápad vsadit do posádky androida Roddneberry převzal z díla The Questor Tapes, na kterém pracoval v 70. letech spolu s Genem Coonem. Robert Foxworth zde hrál hlavní roli (stejně jako Majel Barrett a Walter Koenig) a šlo o příběhy androida, který se snaží poznávat lidské chování, lásku, city a různé emoce a příčiny lidského chování.

## Datova historie
Dat byl sestaven jako unikátní android s pozitronovým mozkem a poprvé aktivován roku 2336 doktorem Soongem a jeho partnerkou Juliannou Tainerovou na planetě Omicron Theta. Po zničení všeho živého Krystalickou bytostí byl nalezen lodí USS Tripoli a v roce 2341 se dostává na akademii hvězdné flotily, kterou po 4 letech úspěšně absolvuje. V průběhu padesátých let 24. století slouží na federační lodi USS Trieste a to až do roku 2363, kdy je převelen a vlajkovou loď federace USS Enterprise D, jejíž velení přebírá kapitán Jean-Luc Picard.
Za dobu služby na Enterprise objevuje svého prvního bratra Lora, který je mnohem dokonalejší v oblasti lidského chápání a citů, ale který rovněž oplývá zlými úmysly. Rovněž během služby sestaví Lal – umělou dívku, kterou považuje za svou dceru. Experiment se však nevydařil a po destabilizaci pozitronového mozku Lal umírá. Následně se také setkává s dalším robotem s pozitronovým mozkem, kterého doktor Soong vytvořil jako naprostou kopii tragicky zemřelé Julianny Tainerové, do něhož také přenesl veškeré její vědomí a paměť.
Roku 2372, po zničení lodi je převelen na novou Enterprise E, kde pracuje se stejnou posádkou a připravuje se převzít pozici prvního důstojníka po odcházejícím komandérovi Rikerovi. Ve službě na této lodi objevuje roku 2379 svého dalšího bratra B-4, který je zase jasně zaostalejší oproti Datovi, ale zjevně z důvodu, že nemohl získávat informace. Dat se proto rozhodne přehrát do B-4 svou paměť včetně všech vytvořených programů. Krátce na to je Dat zničen při explozi Rémské lodi Scimitar, odkud stihne zachránit kapitána Picarda.